# Vincė
Vincė ist ein litauischer weiblicher Vorname, abgekürzt von  Vincentė (abgeleitet von Vincentius). Die männliche Form ist Vincas.

## Personen
- Vincė Vaidevutė Margevičienė (* 1949),  Biologin und Politikerin, Mitglied des Seimas, stellvertretende Bürgermeisterin von Kaunas.